# Phymasterna ornator
Phymasterna ornator är en skalbaggsart som beskrevs av Johannes von Nepomuk Franz Xaver Gistel 1857. Phymasterna ornator ingår i släktet Phymasterna och familjen långhorningar. Inga underarter finns listade i Catalogue of Life.